# Clonas-sur-Varèze
Clonas-sur-Varèze is een gemeente in het Franse departement Isère (regio Auvergne-Rhône-Alpes). De plaats maakt deel uit van het arrondissement Vienne. Clonas-sur-Varèze telde op 1 januari 2022 1.541 inwoners.

## Geografie
De oppervlakte van Clonas-sur-Varèze bedroeg op 1 januari 2022 6,83 vierkante kilometer; de bevolkingsdichtheid was toen 225,6 inwoners per km².

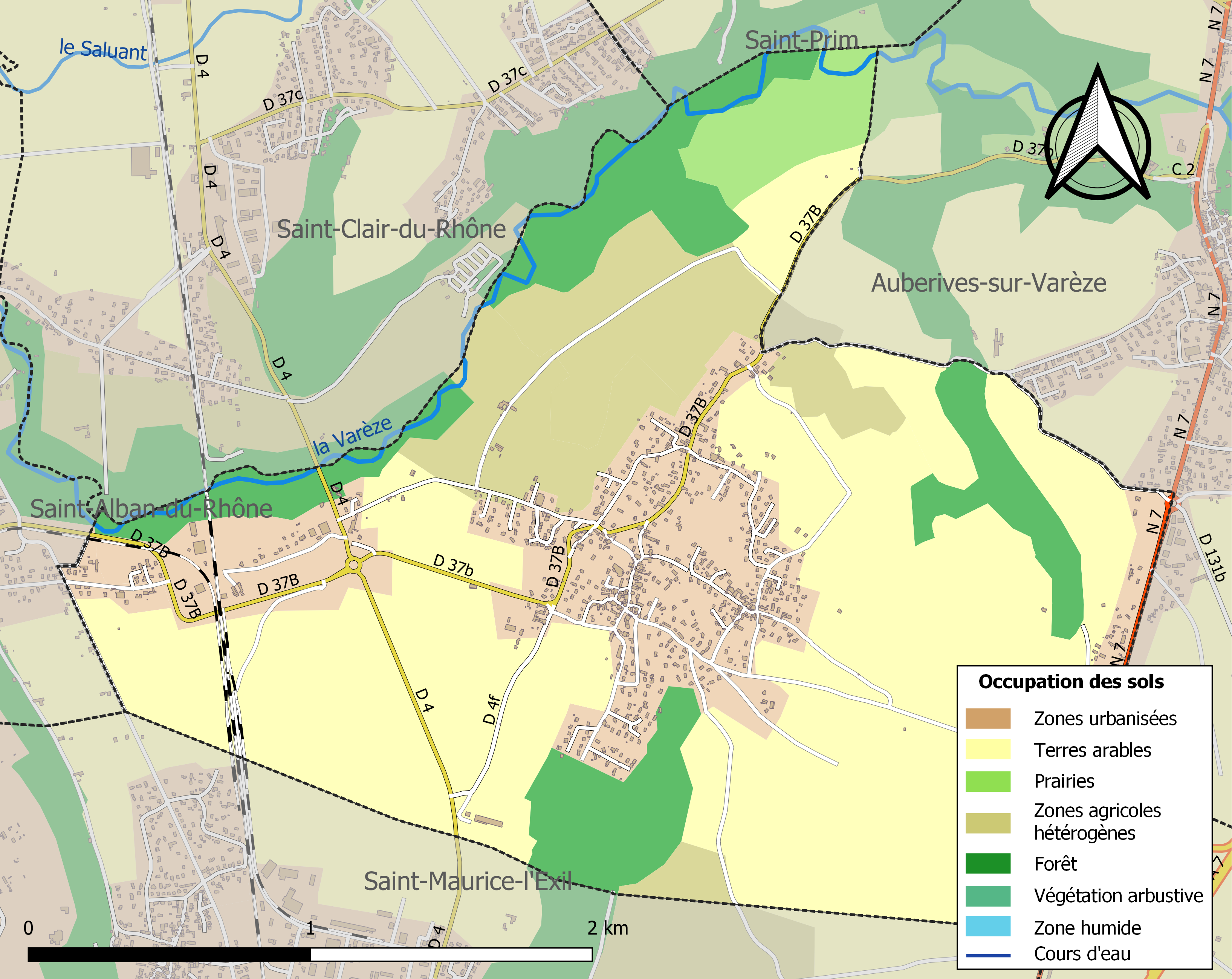
Kaart van de gemeente met de belangrijkste infrastructuur, bodemgebruik en omliggende gemeenten

## Demografie
Onderstaande figuur toont het verloop van het inwonertal (bron: INSEE-tellingen).